# AltGr键

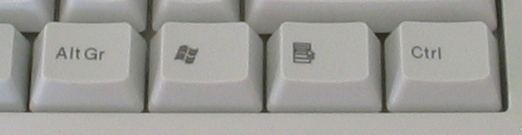
AltGr键通常代替右侧的Alt键

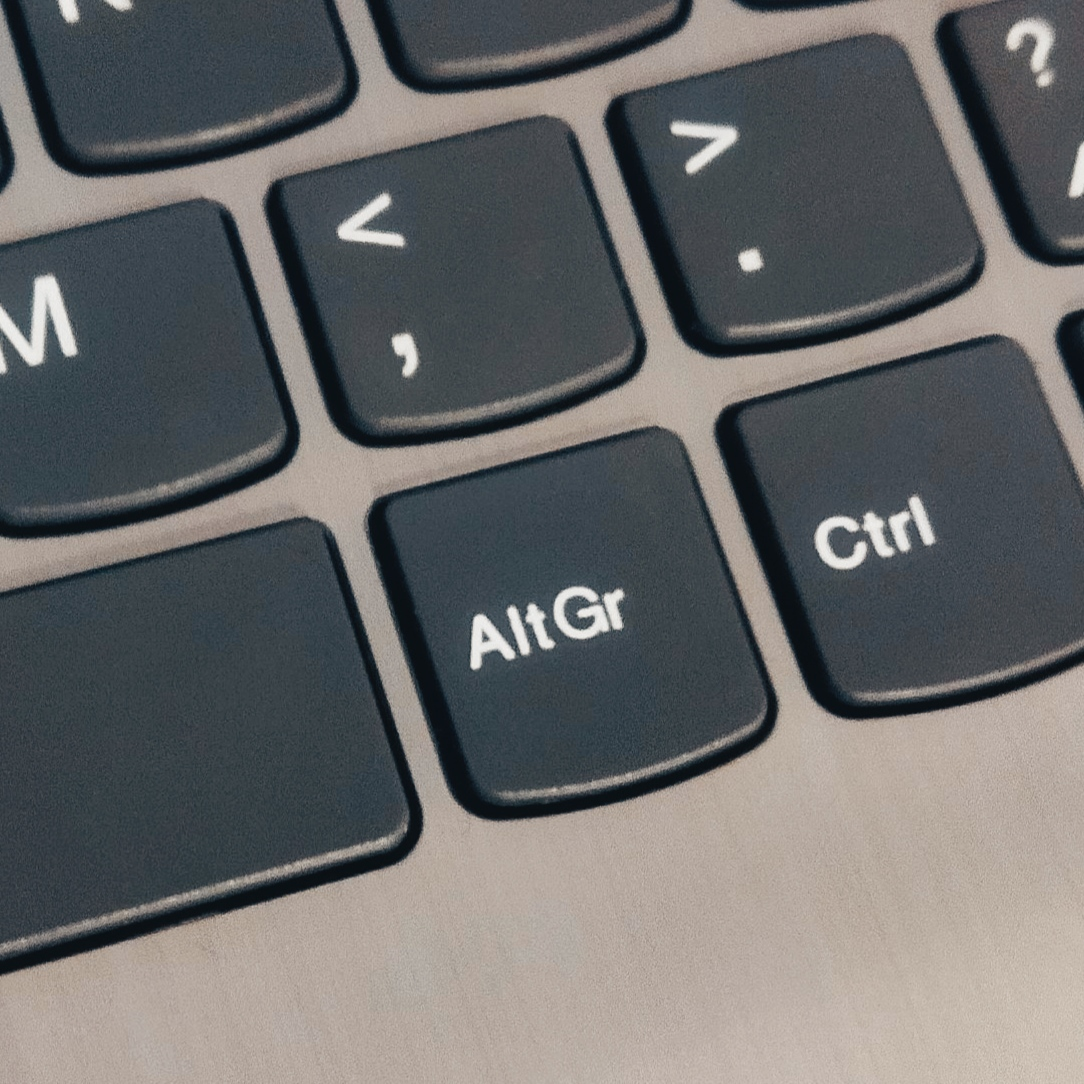
AltGr鍵是空格鍵右側第一個鍵。

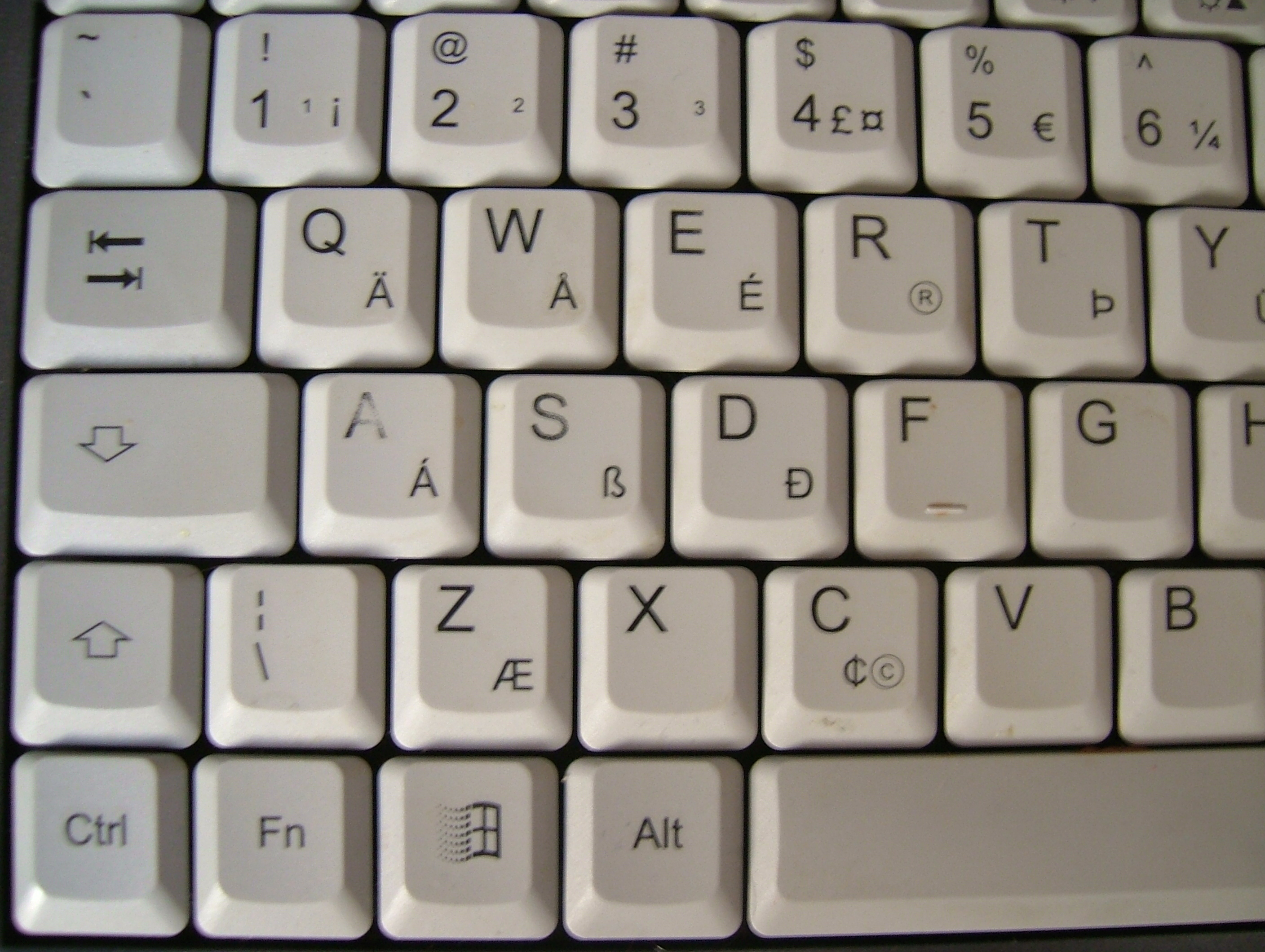
帶有附加雕刻的鍵盤，顯示按住 AltGr 時鍵入的字符。 （位於空格鍵右側的 AltGr 鍵沒有出現在這張照片中。）

AltGr（也称为AltGraph或Right Alt）是某些電腦键盘上的修饰键（有时也会在键盘上写作Gr），主要用于键入不常见的字符，如货币符号、預組字元等。
在典型Windows兼容PC键盘，如果存在AltGr键则会代替右侧Alt键。若操作系統選擇使用AltGr鍵盤佈局，即使鍵刻的是Alt或其它，此位置也將作為AltGr運行。
在macOS系統，Option键的功能类似于AltGr键。
AltGr与Shift键的用法相似：按住键的同时敲击另一键以获取其他字符。有时将AltGr和Shift结合使用以获得另一字符。一些語言，如孟加拉語其字母數量對於標準鍵盤來說較多時可以使用此鍵。例如，在美国国际键盘布局，该C键可用于插入四个不同字符：
- C → c（小写字母-第一级）
- ⇧ Shift+C → C（大写字母-第二级）
- AltGr+C → ©（版权符号-第三级）
- AltGr+⇧ Shift+C → ¢（美分标志-第四级）

## 含義
IBM稱AltGr是alternate graphic（替代圖形）的缩写。

## 歷史

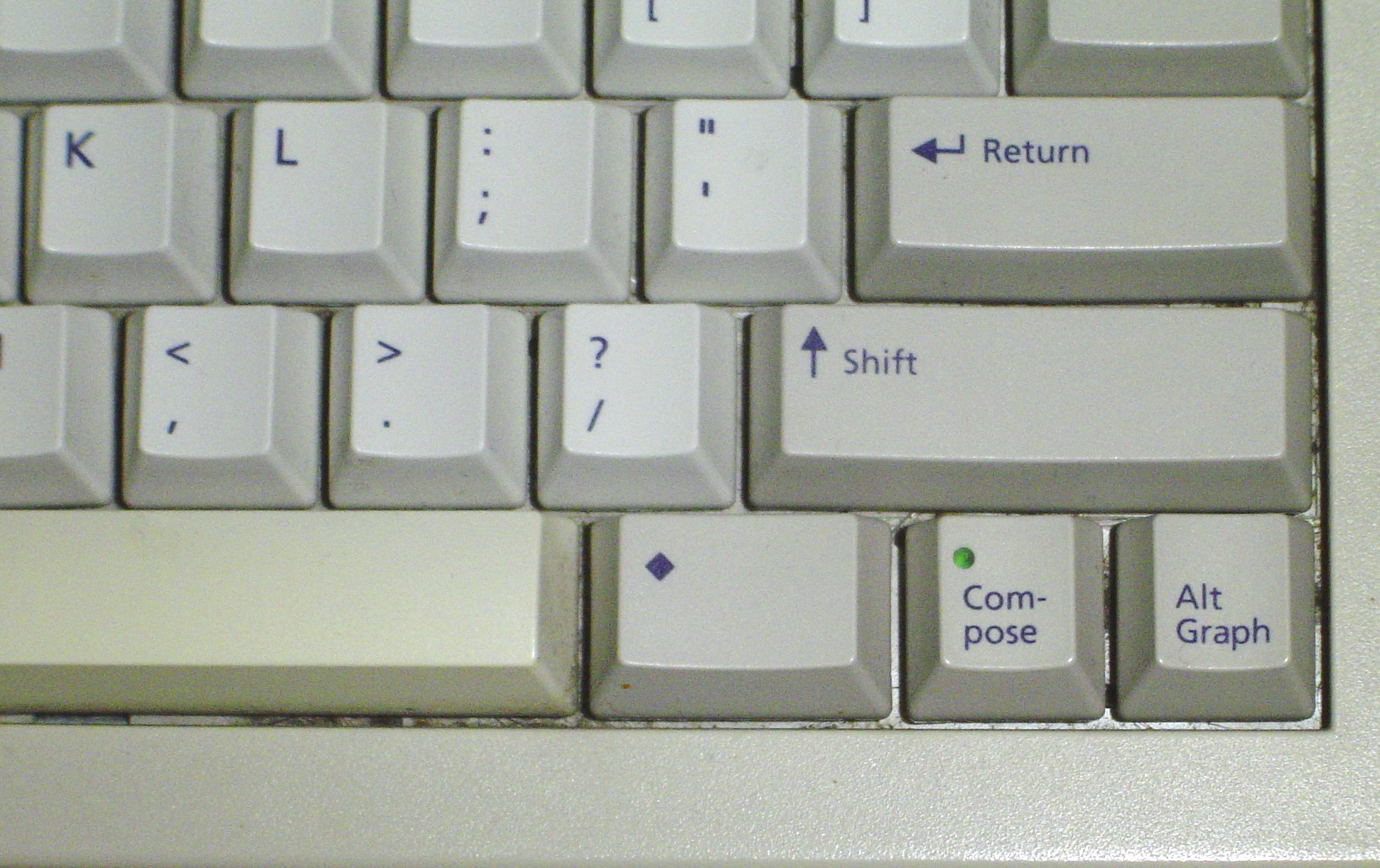
Sun Microsystems鍵盤將鍵標記為AltGraph。

在Windows國際鍵盤佈局之前，許多計算機鍵盤上都有一個標有AltGraphic變體的鍵。在早期的家用計算機上，備用字素主要是方框绘制字符。
這可能是PC鍵盤Alt鍵的預期用途，但各軟件很快將其佔作各種快捷組合鍵。因此又需要一個新鍵生成其他字符。

### Ctrl+Alt
Windows以Ctrl+Alt取代AltGr以適應一些既沒有AltGr鍵也沒有右手Alt鍵的緊湊型鍵盤，例如netbook鍵盤。因此Ctrl+Alt+a與AltGr+a具有相同的效果。由於此功能，Microsoft建議不要將Ctrl+Alt用作任何應用程序鍵盤快捷鍵的一部分，因為它會阻止在此類鍵盤上鍵入匹配的AltGr字符。

## 各地默認鍵盤功能
在大多數鍵盤圖，按住AltGr時得到的符號在右下角以藍色顯示，否則Shift+AltGr的符號顯示在右上角。

### Bangladesh

Jatiya佈局（AltGr激活的藍色字符）

### 比利时
源於法國鍵盤鍵盤布局的AZERTY鍵盤Windows版本可能僅支持這些字符的一個子集。

Linux比利時鍵盤（Ubuntu 9.10）

French AZERTY keyboard

### Brazil

符合ABNT的鍵盤佈局（AltGr激活的藍色字符）

符合ABNT2的鍵盤佈局（AltGr激活的藍色字符）

### 巴西

#### 註
- AltGr+C組合是前巴西貨幣巴西克魯塞羅（英语：Brazilian cruzeiro (disambiguation)）的舊符號₢。
- AltGr+Q、AltGr+W、AltGr+E組合可用於替代/?鍵，這在非巴西鍵盤上實際上不存在。
- 某些軟件（例如 Microsoft Word）會將AltGr+R映射到®，並將 AltGr+T映射到™，但這不是標準行為，很可能是意外，因為Ctrl+Alt+R和Ctrl+Alt+T的組合是有意的。

### 法國
法國鍵盤鍵盤布局的AZERTY鍵盤，可以使用AltGr鍵輸入以下字符：

### 德国
在德語鍵盤，可以使用AltGr鍵輸入以下字符：

符合DIN 2137-1:2012-06的T1德文鍵盤佈局

Windows 8引入了AltGr+⇧ Shift+ß以產生ẞ（大寫ß）的功能。儘管這通常不會在物理鍵盤上顯示——可能是由於空間不足，因為ß鍵已經具有三個不同的級別ß → "ß"、⇧ Shift+ß  → "?"，以及如上圖所示，AltGr+ß → "\"了——在Windows虛擬鍵盤選擇德語鍵盤佈局的必要鍵。一些較新類型的德語鍵盤提供分配 AltGr+H → 大寫 ß。

### 希腊
如果使用polytonic佈局，其中一些組合鍵也會產生不同的字符。

### 以色列

#### 希伯來語
在希伯來語鍵盤，可以使用AltGr鍵輸入以下字符：

| - AltGr+3 → €（歐元符號） - AltGr+4 → ₪（以色列新謝克爾的貨幣符號） - AltGr+9 → LRM（從左到右的標記） - AltGr+0 → RLM（從右到左的標記） - AltGr+- → ־（希伯來標點符號） |

有幾種使用AltGr的組合可以激活希伯來語元音。

#### 意第緒語
希伯來語鍵盤可以用意第緒語書寫，因為這兩種語言共享許多字母。意第緒語有一些額外的二合字母和希伯來語中沒有的符號也可以通過AltGr輸入。

| - AltGr+- → פֿ‬ - AltGr+י‎ → ײ‬ - AltGr+ח‎ → ױ‬ - AltGr+ו‎ → װ‬ |

### 義大利
| - AltGr+E → € - AltGr+5 → € - AltGr+ò → @ - AltGr+à → # | - AltGr+è → [ - AltGr+ → ] - AltGr+⇧ Shift+è → { - AltGr+⇧ Shift+ → } |

還有一種替代佈局，其不同之處僅在於可通過AltGr訪問字符配置，包括波浪號和大括號。

### 拉脫維亞
拉脫維亞語鍵盤佈局，可以使用AltGr鍵輸入以下字符：
| - AltGr+A → ā - AltGr+C → č - AltGr+E → ē - AltGr+G → ģ - AltGr+I → ī - AltGr+K → ķ - AltGr+L → ļ - AltGr+N → ņ - AltGr+O → ō - AltGr+R → ŗ - AltGr+S → š - AltGr+U → ū - AltGr+Z → ž | - AltGr+⇧ Shift+A → Ā - AltGr+⇧ Shift+C → Č - AltGr+⇧ Shift+E → Ē - AltGr+⇧ Shift+G → Ģ - AltGr+⇧ Shift+I → Ī - AltGr+⇧ Shift+K → Ķ - AltGr+⇧ Shift+L → Ļ - AltGr+⇧ Shift+N → Ņ - AltGr+⇧ Shift+O → Ō - AltGr+⇧ Shift+R → Ŗ - AltGr+⇧ Shift+S → Š - AltGr+⇧ Shift+U → Ū - AltGr+⇧ Shift+Z → Ž |

### 北馬其頓
馬其頓語鍵盤，可以使用AltGr鍵輸入以下字符：

| - AltGr+е → € - AltGr+ш → Ђ - AltGr+ѓ → ђ - AltGr+ф → [ | - AltGr+г → ] - AltGr+ч → Ћ - AltGr+ќ → ћ - AltGr+в → @ | - AltGr+б → { - AltGr+н → } - AltGr+м → § |

### 荷蘭
- Digits row
  - AltGr+1 → ¹ and ¡
  - AltGr+2 → ²
  - AltGr+3 → ³
  - AltGr+4 → £ and ¤
  - AltGr+5 → €
  - AltGr+6 → ¼
  - AltGr+7 → ½
  - AltGr+8 → ¾
  - AltGr+9 → ‘
  - AltGr+0 → ’
  - AltGr+- → ¥
  - AltGr+= → × and ÷
- Top letters row
  - AltGr+Q → ä and Ä
  - AltGr+W → å and Å
  - AltGr+E → é and É
  - AltGr+R → ®
  - AltGr+T → þ and Þ (Icelandic and Old English thorn)
  - AltGr+Y → ü and Ü
  - AltGr+U → ú and Ú
  - AltGr+I → í and Í
  - AltGr+O → ó and Ó
  - AltGr+P → ö and Ö
  - AltGr+[ → «
  - AltGr+] → »
  - AltGr+\ → ¬ and ¦
- Middle letters row (Home row)
  - AltGr+A → á and Á
  - AltGr+S → ß (German eszett aka sharp s) and §
  - AltGr+D → ð and Ð (Icelandic edh)
  - AltGr+L → ø and Ø
  - AltGr+; → ¶ and °
  - AltGr+' → ´ and ¨
- Bottom letters row
  - AltGr+Z → æ and Æ
  - AltGr+C → © and ¢
  - AltGr+N → ñ and Ñ
  - AltGr+M → µ
  - AltGr+, → ç and Ç
  - AltGr+/ → ¿

### 北歐諸國
北歐諸國： 丹麦、 法罗群岛、 芬兰、 挪威、 瑞典、 爱沙尼亚在很大程度上彼此相似。通常可以使用AltGr鍵輸入以下字符：

| - AltGr+2 → @ - AltGr+3 → £ - AltGr+4 → $ - AltGr+E → € - AltGr+M → µ | - AltGr+7 → { - AltGr+8 → [ - AltGr+9 → ] - AltGr+0 → } - AltGr+¨ → ~（不包括 爱沙尼亚） |

其它AltGr組合（僅適用於某些國家/地區）：

| - AltGr+ → \（ 爱沙尼亚、 芬兰、 瑞典） - AltGr+< → \|（ 爱沙尼亚、 芬兰、 瑞典） - AltGr+< → \（ 丹麦、 法罗群岛） - AltGr+´ → \|（ 丹麦、 法罗群岛） - AltGr+\ → ´（ 挪威） - AltGr+ð → ~（ 法罗群岛） - AltGr+å → ¨（ 法罗群岛） | - AltGr+ø → ^（ 法罗群岛） - AltGr+5 → €（ 挪威、 丹麦、 法罗群岛、 瑞典、間或 芬兰） - AltGr+S → š（ 爱沙尼亚、間或 芬兰） - AltGr+Z → ž（ 爱沙尼亚、間或 芬兰） - AltGr+Õ → §（ 爱沙尼亚） - AltGr+' → ½（ 爱沙尼亚） |

#### 芬兰多語
芬蘭多語鍵盤標准通過AltGr鍵在傳統佈局的基礎上增加了許多新字符，如下圖所示（藍色字符可以用AltGr鍵書寫；幾個可作為AltGr組合使用的死鍵變音符號以紅色顯示）。

### 波蘭
專為波蘭語設計的QWERTZ佈局，可直接鍵出波蘭語字母表的重音字母。當1980年代個人電腦普及時，波蘭商業進口並沒得到其共產黨政府支持，因此波蘭的大多數機器都是由私人進口的。大多數都有美國鍵盤，並且設計了各種方法來提供帶重音的波蘭字母。一種既定的方法是將右Alt鍵配置為AltGr鍵，並將其與拉丁基本字母結合使用以獲得等效的預組字元（重音形式）。
- AltGr+A → ą
- AltGr+C → ć
- AltGr+E → ę
- AltGr+L → ł
- AltGr+N → ń
- AltGr+O → ó
- AltGr+S → ś
- AltGr+U → €
- AltGr+X → ź
- AltGr+Z → ż

（因為有兩種類型的z變音符號（ź 和 ż），所以AltGr+X→ź是一個特例。）
在共產主義垮台和商業進口渠道開放時，這種做法非常普遍，以至於被採納為「事實標準」。現在波蘭幾乎所有個人電腦都有標準美國鍵盤，並使用AltGr方法輸入波蘭語變音符號。此鍵盤映射被稱為波蘭程序員鍵盤或簡稱為波蘭佈局。另一種佈局仍在打字機上使用，主要由專業打字員使用。有這種佈局的計算機鍵盤是有的，但很難找，並且受到許多操作系統的支持；被稱為波蘭打字員佈局）。 Microsoft Windows的舊波蘭語版本使用此佈局。在當前版本中，它被稱為「波蘭語 (214)」。

### 羅馬尼亞
帶有AltGr鍵的鍵盤映射：
```
 â  ß  €  r  ț  y  u  î  o  §  „  ”
  ă  ș  đ  f  g  h  j  k  ł  ;
    z  x  ©  v  b  n  m  «  »
```

### 俄羅斯
自 1903 版發布以來，Windows 10 版本具有以下綁定：
- AltGr+8 → ₽（盧布）

### 南斯拉夫拉丁語、捷克鍵盤
南斯拉夫拉丁語（用於 、 斯洛維尼亞、 、 蒙特內哥羅、 塞爾維亞）和 捷克語鍵盤，可以使用AltGr鍵輸入以下字符：

| - AltGr+Q → \ - AltGr+W → \| - AltGr+E → € - AltGr+Š → ÷ - AltGr+Đ → × - AltGr+F → [ - AltGr+G → ] - AltGr+K → ł - AltGr+L → Ł - AltGr+Ć → ß | - AltGr+Ž → ¤ - AltGr+V → @ - AltGr+B → { - AltGr+N → } - AltGr+M → § - AltGr+, → < - AltGr+. → > - AltGr+1 → ~ - AltGr+2 → ˇ - AltGr+3 → ^ | - AltGr+4 → ˘ - AltGr+5 → ° - AltGr+6 → ˛ - AltGr+7 → ` - AltGr+8 → ˙ - AltGr+9 → ´ - AltGr+0 → ˝ - AltGr+' → ¨ - AltGr+ → ¸ |

南斯拉夫西里爾鍵盤使用不同的佈局。

### 瑞士
瑞士鍵盤可以使用AltGr鍵輸入以下字符：

| - AltGr+1 → ¦ - AltGr+2 → @ - AltGr+3 → # - AltGr+4 → ° | - AltGr+5 → § - AltGr+6 → ¬ - AltGr+7 → \| - AltGr+8 → ¢ | - AltGr+< → \ - AltGr+E → € - AltGr+' → ´ (死鍵) - AltGr+^ → ~ (死鍵) | - AltGr+Ü / AltGr+È → [（見下解釋） - AltGr+¨ → ] - AltGr+Ä / AltGr+À → {（見下解釋） - AltGr+$ → } |

瑞士擁有四種國家語言（主要是德法意）。因此，瑞士鍵盤佈局在設計時就考慮了德法意三語的兼容性。瑞士德語佈局OEM5鍵將鍵入Ä，瑞士法語佈局，其中OEM5將鍵入À。但與AltGr結合使用時，特定於區域的佈局無關緊要。
瑞士德語：AltGr+Ä → {
瑞士法語：AltGr+À → {

### 土耳其
在土耳其語鍵盤變體中，可以使用AltGr鍵輸入以下字符：
- AltGr+a → æ
- AltGr+s → ß
- AltGr+e → €
- AltGr+t → ₺
- AltGr+q → @
- AltGr+ı → i
- AltGr+ü a → ã
- AltGr+ğ a → ä
- AltGr+ş a → á
- AltGr+, a → à

### 英国和愛爾蘭
| - AltGr+A → á & Á - AltGr+E → é & É - AltGr+I → í & Í - AltGr+O → ó & Ó - AltGr+U → ú & Ú | - AltGr+4 → € - AltGr+# → \ - AltGr+`/¬ → ¦ |

在Linux使用AltGr鍵會產生許多外來字符和國際符號，例如¹²³€½{[]}@łe¶ŧ←↓→øþæßðđŋħjĸł«»¢nµΩŁE®Ŧ¥↑ıØÞÆ§ÐªŊĦJ&Ł<>©Nº×÷·（如果重新配置Compose key甚至可以提供更大）。
通過英國擴展鍵盤設置，ChromeOS提供了大量符號和預組字符。

#### 苏格兰和
對於威爾士語（ŵ 和 ŷ）和蘇格蘭蓋爾語（à、è、ì、ò、ù）使用的變音符號，這需要UK擴展鍵盤設置。這使得AltGr+6（用於抑揚音符）和AltGr+`（用於重音符）作為死鍵可用。

#### 英国擴展鍵盤佈局
英國擴展鍵盤映射適用於Microsoft Windows、Linux、ChromeOS，通過使用AltGr或死鍵與其他鍵組合，允許許多帶有變音符號的字符。
| ¬ ◌ ¦ | ! ¡ 1 ¹   | " ½ 2 ◌ | £ ⅓ 3 ³ | $ ¼ 4 € | % ⅜ 5 ½ | ^ ⅝ 6 ◌ | & ⅞ 7 { | * ™ 8 [ | ( ± 9 ] | ) ° 0 } | _ ¿ - \ | + ◌ = ◌ |
| tab   | Q Ω q @   | W Ẃ w ẃ | E É e é | R ® r ¶ | T Ŧ t ŧ | Y Ý y ý | U Ú u ú | I Í i í | O Ó o ó | P Þ p þ | { ◌ [ ◌ | } ◌ ] ◌ |
| 🔍    | A Á a á   | S § s ß | D Ð d ð | F ª f đ | G Ŋ g ŋ | H Ħ h ħ | J ◌ j ◌ | K & k ĸ | L Ł l ł | : ◌ ; ◌ | @ ◌ ' ◌ | ~ ◌ # ◌ |
| shift | \| ¦ \ \| | Z < z « | X > x » | C Ç c ç | V ‘ v “ | B ’ b ” | N N n n | M º m µ | < × , ─ | > ÷ . · | ? ◌ / ◌ |         |

注：此處用虛線圓（◌）表示死鍵。`重音符鍵是唯一一個充當獨立死鍵的鍵，因此不會像鍵帽上顯示的那樣響應。所有其他的都由AltGr調用。另外，AltGr+⇧ Shift+0 (°) 是度數符號；AltGr+⇧ Shift+Mº是陽性序數指示符。

### 美国
在美國銷售的大多數鍵盤都沒有AltGr鍵。但如果有一個右Alt鍵，可安裝AltGr佈局充當AltGr（相反，如果安裝了標準美式鍵盤佈局，外國鍵盤AltGr將像右手鍵盤Alt一樣）。

#### 美國-國際
Microsoft 提供美國國際鍵盤佈局，使用AltGr或右Alt或Ctrl+Alt鍵來產生更多字符：
紅色字符是死鍵；例如ä可用"a輸入。
Linux和ChromeOS等其他操作系統遵循此佈局，但增加了所提供的字形的內容。

## X視窗系統
在 X視窗系統（Linux、BSD、Unix），幾乎每個鍵AltGr都可生成附加字符。
- AltGr+; + E → é
- AltGr+[ + ⇧ Shift+O → Ö

### 鍵盤映射
以下是特定國家/地區鍵映射的一些圖表和示例。對於圖表：灰色符號是標準字符，黃色是⇧ Shift，紅色是AltGr，藍色是⇧ Shift+AltGr。

#### 丹麥語鍵盤
丹麥語鍵盤映射具有以下組合鍵：
- AltGr+⇧ Shift+Q → Ω
- AltGr+O → ø
- AltGr+M → µ

#### 意大利語鍵盤
意大利語鍵盤映射除其他組合外，還包括以下內容：

| - AltGr+H → ħ - AltGr+ì → ~ | - AltGr+' → ` - AltGr+; → × |

#### 挪威語鍵盤

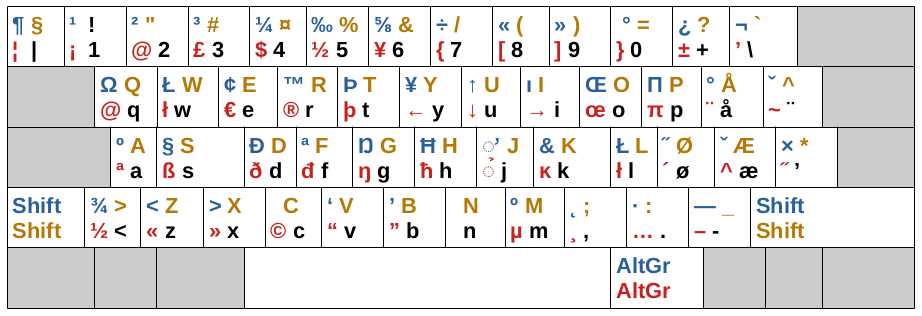
完整的挪威語 X Window 鍵映射及其 AltGr 組合

#### 瑞典語鍵盤

完整的瑞典語 X Window 鍵映射及其 AltGr 組合